# Сан-хуан-гелавиаский сапотекский язык
Сан-хуан-гелавиаский сапотекский язык (Guelavía, San Juan Guelavía Zapotec, Western Tlacolula Zapotec, Zapoteco de San Juan) — сапотекский язык, на котором говорят в центре штата Оахака, а также в США.
Сан-хуан-гелавиаский сапотекский язык имеет диалекты сан-лукас-киавинийский (San Lucas Quiavini Zapotec), сан-мартин-тилькахетский (San Martín Tilcajete Zapotec), теотитлан-дель-вайенский (Teotitlán del Valle), хальесский (Jalieza Zapotec).
Алфавит: A a, Aa aa, B b, C c, Ch ch, D d, Dx dx, Dz dz, E e, Ee ee, F f, G g, Gü gü, Gue gue, H h, I i, Ii ii, Ɨ ɨ, Ɨɨ ɨɨ, J j, K k, L l, Ll ll, M m, N n, O o, Oo oo, P p, Q q, R r, S s, T t, U u, Uu uu, V v, X x, Y y, Z z.